# محمدو سيديبي
محمدو سيديبي Mahamadou Sidibè (بالفرنسية: Mahamadou Sidibé)‏، من مواليد 8 أكتوبر 1978 في باماكو في مالي، لاعب كرة قدم مالي.
بدأ مسيرته الكروية مع نادي أثينايكوس اليوناني في موسم 2001/2002، وفي عام 2002 انتقل إلى نادي إيغاليو، ولعب معهم حتى عام 2006، وفي موسم 2006/2007 انتقل إلى نادي كيركيرا، ومنذ عام 2007 وهو يلعب مع نادي غيانيا اليوناني.
و هو يلعب مع منتخب مالي لكرة القدم منذ عام 2001.

## روابط خارجية
- محمدو سيديبي على موقع الاتحاد الدولي (مؤرشف)  (الإنجليزية)
- محمدو سيديبي على موقع قاعدة بيانات كرة القدم.إي يو (الإنجليزية)
- محمدو سيديبي على موقع ليكيب (الفرنسية)
- محمدو سيديبي على موقع ناشيونال فوتبول تيمز (الإنجليزية)
- محمدو سيديبي على موقع عالم كرة القدم.نت (الإنجليزية)
- محمدو سيديبي على موقع كووورة